# サムライハイスクール (漫画)
『サムライ☆ハイスクール』は、柏葉ヒロによる日本の漫画作品。全5巻。『週刊少年サンデー超』（小学館）にて2009年4月号（3月25日発売）より連載していた。

## 概要
舞台は今より未来の、宇宙開拓が進んだ時代。日之本共和国にすむ宇宙移民・月子は、女性初の首将軍を目指し、弟と入れ替わってサムライハイスクールに入学、主席合格を目指す。

## 登場人物

### 榊戸姉弟
身分の低い平侍出身の姉弟。2人とも普段から異性に間違われる性格と技能を持つ。女性初の首将軍になるという月子の望みのため、性別を入れ替えて学生生活を送っている。ただし行事などで肌を露出しなければならない場合、またはそれぞれの個人的な事情により、元に戻ることがある。
榊戸 月子（さかきど つきこ）
本作の主人公。1-A男子級長。男らしい双子の姉。晃として男子部に通う。
非常に責任感が強く、また文武両道でもあるが、晃とは対照的に皿洗いで数枚割るなど家事は壊滅的。
その外見ゆえか（実際の性別を知らない）女子に非常に人気があり、それは多くの男子（および晃）にとって嫉妬の対象になっている。
ルームメイトである智佐の性格には呆れているが、色々と気遣っている。
榊戸 晃（さかきど こう）
1-A女子級長。家庭的でおっとりした双子の弟。月子として女子部に通う。
掃除や料理などの家事が得意。初期では女子と一緒に着替えで赤面して戸惑うなど、年相応（未満とも言える）の健全な男の子としての精神を持ち合わせてはいたが、最近では月子の異性（厳密には同性）関係に激しく反応したり、色仕掛けも通じないなどシスコンな弟（というよりもはや本物の姉）としての一面が強く出ている。

### サムライハイスクール生徒
上山 智佐（かみやま ともざ）
1-A男子次席。上侍の家の生まれで、常にSPを従えていて、授業のほとんどを替え玉としてやらせているほか、教師にも賄賂を渡している模様。
月子のルームメイトだが、悪口を言い合うなど犬猿の仲。わがままかつ頭が悪いが優しい一面もある。いまだサンタクロースを信じている。
タケヤマ 華夜（- かや）
1-A。月出身で、ウサギのような耳が生えている控え目な美少女。幼少の頃に養女として引き取られるが、養父母から異性との接触を妨げられ続け、そのストレスにより異性に触れられると超攻撃的な性格に変わってしまうようになった。女性に耳を掴まれると元に戻る。
ハバラキ 波砂（- なみさ）
1-C級長。智佐の幼馴染。周りの男皆に求愛されるほどの美人で、運命の相手を見つけるために侍ハイスクールに入学した。自分の美貌に見向きもしなかった晃（月子）を気に入ってしまう。
桜田 京介（さくらだ きょうすけ）
3-B男子級長。数多くの女生徒から騒がれる女たらしだが、強者との戦いを求めるイケメン。
月子が昔通っていた剣道場の先輩で、彼女の憧れの人だった。しかし智佐の悪口のせいで晃（月子）に勝負を挑み（ほぼ事故とはいえ）敗北。プライドを傷つけられ、晃（月子）をライバルに定める。
上山 万璃々（かみやま まリリ）
3-B女子級長。智佐の姉。どんな隠しごとも一目で見抜いてしまう眼力を持つ厳格な才女。榊戸姉弟の入れ替わりも見抜いたが、女の身で首将軍を目指す月子に共感しその志を認め、智佐の嫁にしようと画策する。
イガミ
1-B級長。昔榊戸家の近所に住んでいたことがあり、月子と晃の入れ替わりに気づき2人を蹴落とそうとするもことごとく失敗する。

### 教員
鬼苅田
1-A担任。
トミタ
保健医。鬼苅田に恋するオカマ。

## 書誌情報
1. 2009年10月16日発売 ISBN 978-4-09-121790-5
2. 2010年3月18日発売 ISBN 978-4-09-122198-8
3. 2010年7月16日発売 ISBN 978-4-09-122479-8
4. 2011年1月18日発売 ISBN 978-4-09-122773-7
5. 2011年6月17日発売 ISBN 978-4-09-123022-5